# Storia di Carrara
La città di Carrara ha una storia molto antica. Sull'origine del nome della città sono state fatte diverse ipotesi. Secondo alcuni, il nome deriverebbe dall'antico ligure "Kar", che significa "pietra", quindi "luogo delle pietre". Secondo San Gerolamo, il nome "Carrara" deriverebbe dalle parole "Car" (città sui carri) e "Iara" (luna), quindi "città della luna sui carri". Per il geografo Emanuele Repetti, il nome deriva invece dal francese "Carrière", cava, derivato a sua volta dal latino "Carrariae", tale prova è suffragata anche dal fatto che in altre lingue neolatine la parola "Cava" deriva appunto dalla radice "Carrariae". Spagnolo: "Cantera", rumeno: "Carieră" e in inglese: "quarry", che a sua volta deriva dalla parola franco-normanna "Carryeri"; ulteriore supposizione è quella del danese Vilhelm Wanscher, secondo cui "Carrara" deriva dall'egiziano Kar-Rha (tempio del Sole).

## Le origini

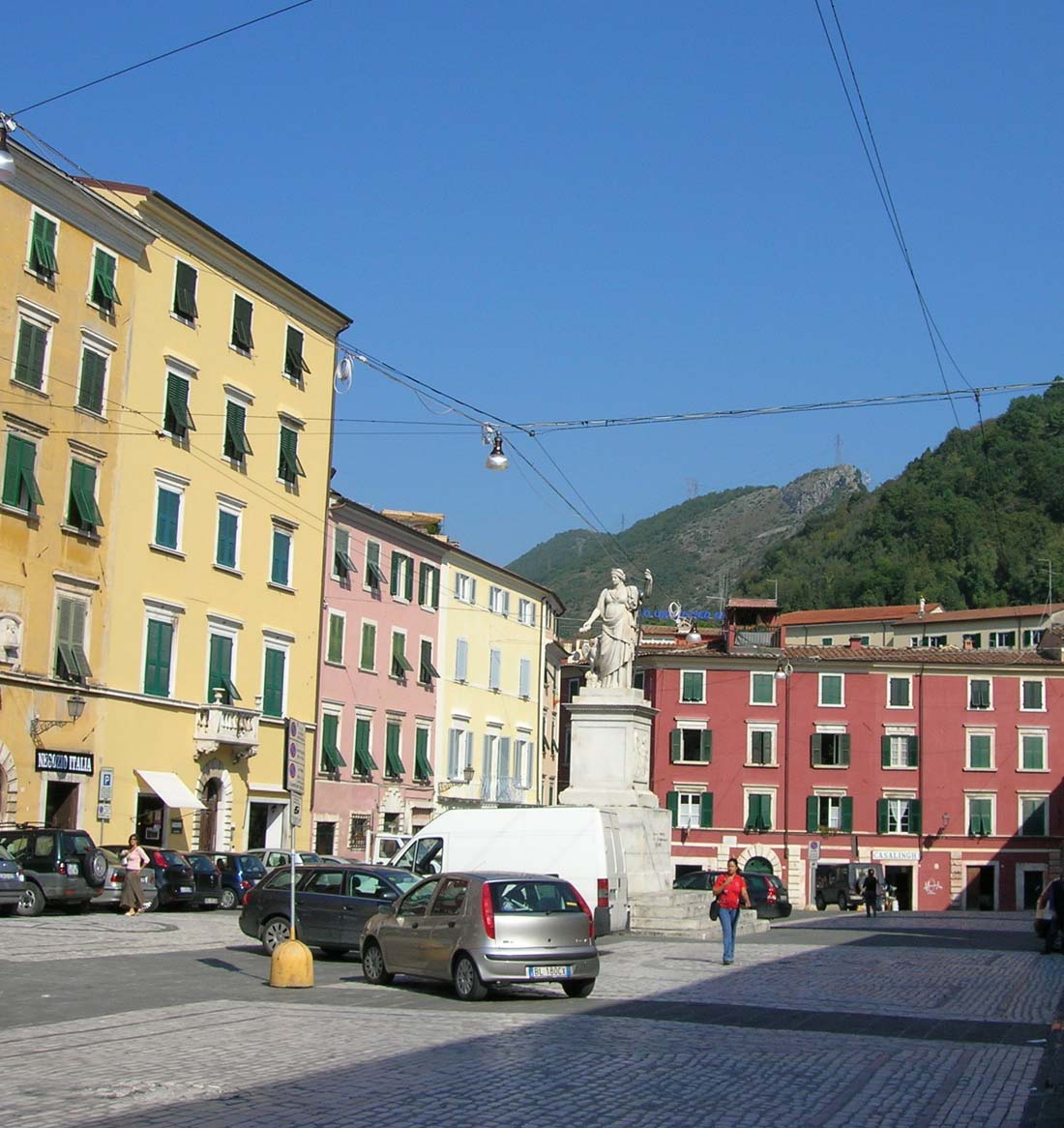
Piazza Alberica con il monumento a Maria Beatrice d'Este

I primi insediamenti nel territorio carrarino risalgono al IX secolo a.C., quando la zona era occupata dai Liguri Apuani, una popolazione di origine celtica. Questa antica stirpe ligure occupava una regione che si estendeva dalla fascia costiera fino all'odierna Lunigiana (testimonianza di questa antica popolazione sono le numerose statue stele che ancora oggi si possono ammirare nei musei). 
Nel 193 a.C. i Liguri Apuani, riuniti assieme alle altre stirpi liguri, si spinsero oltre l'Arno nel tentativo di respingere gli assalti romani. Nel 186 a.C. Roma subì una pesante sconfitta: il console Quinto Marcio, che guidava un esercito composto da circa novemila unità, fu attirato in un agguato in una località nei pressi dell'attuale Fosdinovo, in seguito ribattezzata "saltus Marcius" (forse l'odierna Marciaso), dove quattromila soldati furono uccisi dagli Apuani. L'episodio fu poi riportato da Tito Livio nel trattato "Ab urbe condita".
Roma ebbe la meglio soltanto nel 180 a.C. (ma le lotte continuarono per tre anni), quando i comandanti Publio Cornelio Cetego e Marco Bebio Tamfilo sconfissero gli Apuani, deportandone circa 47.000 nel Sannio e facendo amministrare la zona a dei coloni che fondarono il porto di Luni, di cui oggi si possono ammirare le rovine.
In seguito alla fondazione di Luni e alla scoperta dei giacimenti marmiferi (I secolo a.C. circa), cominciò l'intenso sfruttamento delle cave di marmo, estratto dagli schiavi sotto la guida di tecnici, portato a Luni con i carri e poi imbarcato. 
Le antiche cave dell'epoca Romana comprendono già i tre bacini marmiferi principali: il bacino di Torano (cave di Mandria e del Polvaccio), quello di Miseglia (cave di Canalgrande, Fantiscritti e Tagliata) e soprattutto quello di Colonnata (cave del Bacchiotto, di Calaggio, di Gioia, di Fossa Ficola e di Fossacava).
Molti dei monumenti della Roma antica, soprattutto quelli più splendidi e imponenti, furono costruiti utilizzando il marmo proveniente dalle cave di Carrara. Fu grazie all'estrazione del marmo che a ridosso delle cave si svilupparono i primi villaggi in cui risiedevano gli addetti ai lavori: questi insediamenti costituiscono il nucleo più antico della città di Carrara.
Sotto il regno dell'imperatore Tiberio Claudio Nerone le cave passarono al fisco patrimoniale della casa degli Augusti; le decime sul marmo vennero incassate dall'erario imperiale tramite un tributo denominato vectigalis. Questo tributo diede poi dato il nome al toponimo di Vezzala, antico quartiere della città di Carrara in cui si trovavano gli uffici e le abitazioni dei funzionari del fisco incaricati di riscuotere il vectigalis.
Lo sviluppo della colonia continuerà fino al 476, quando la caduta dell'Impero romano d'Occidente comporterà anche la crisi delle cave, che diventarono un rifugio lontano dalle coste battute dai barbari.

## Dalla caduta dell'Impero Romano alla fine del dominio dei Vescovi di Luni

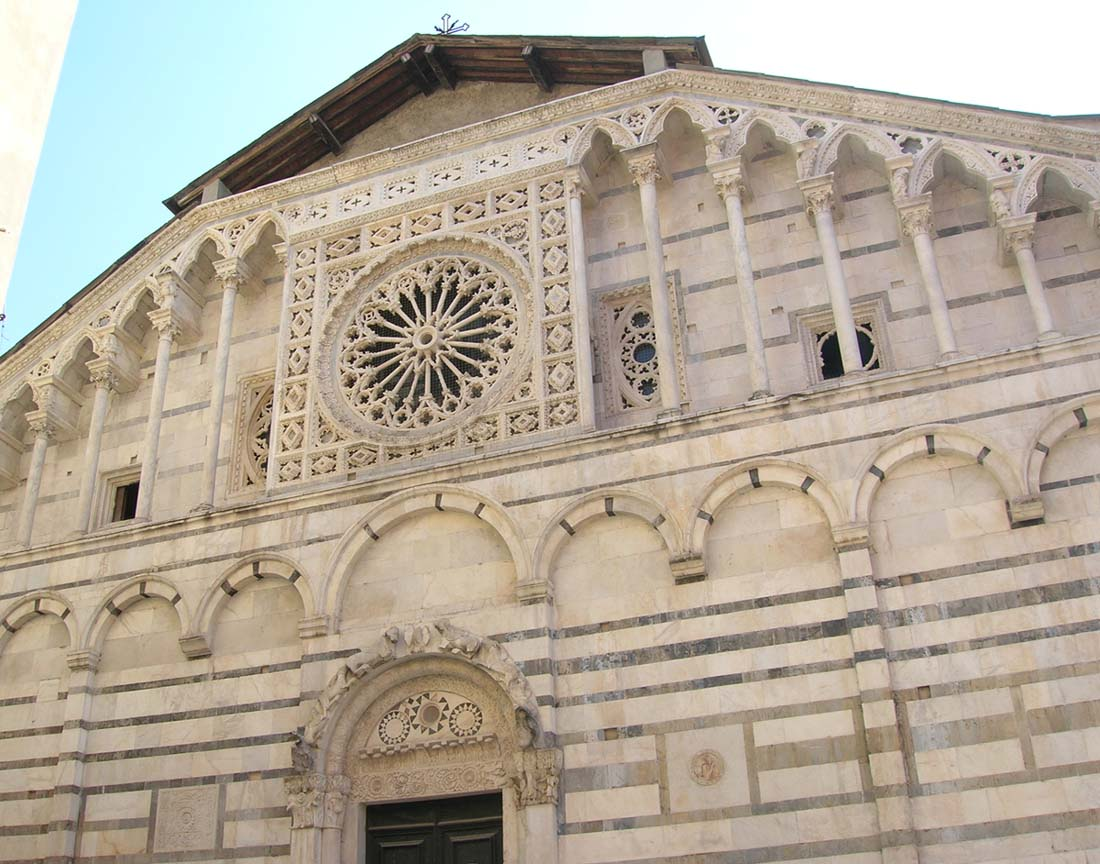
La facciata del Duomo di Carrara

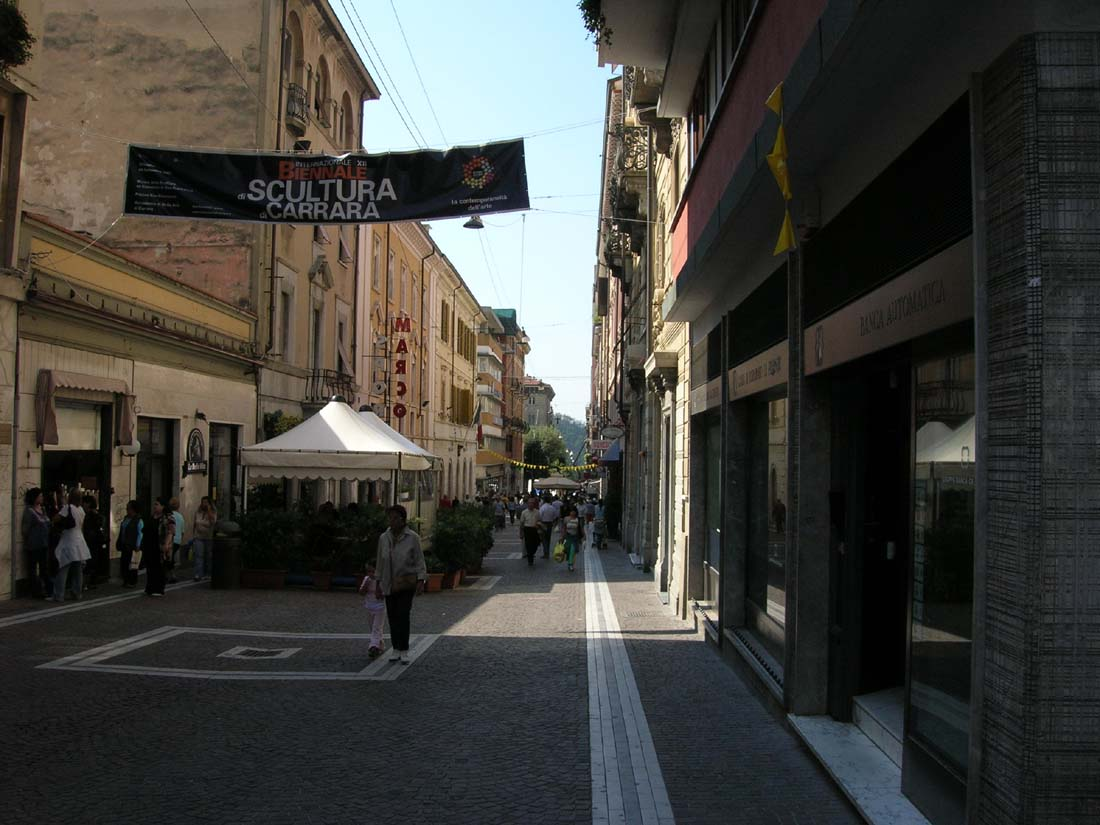
Via Roma, il corso principale del centro storico
di Carrara

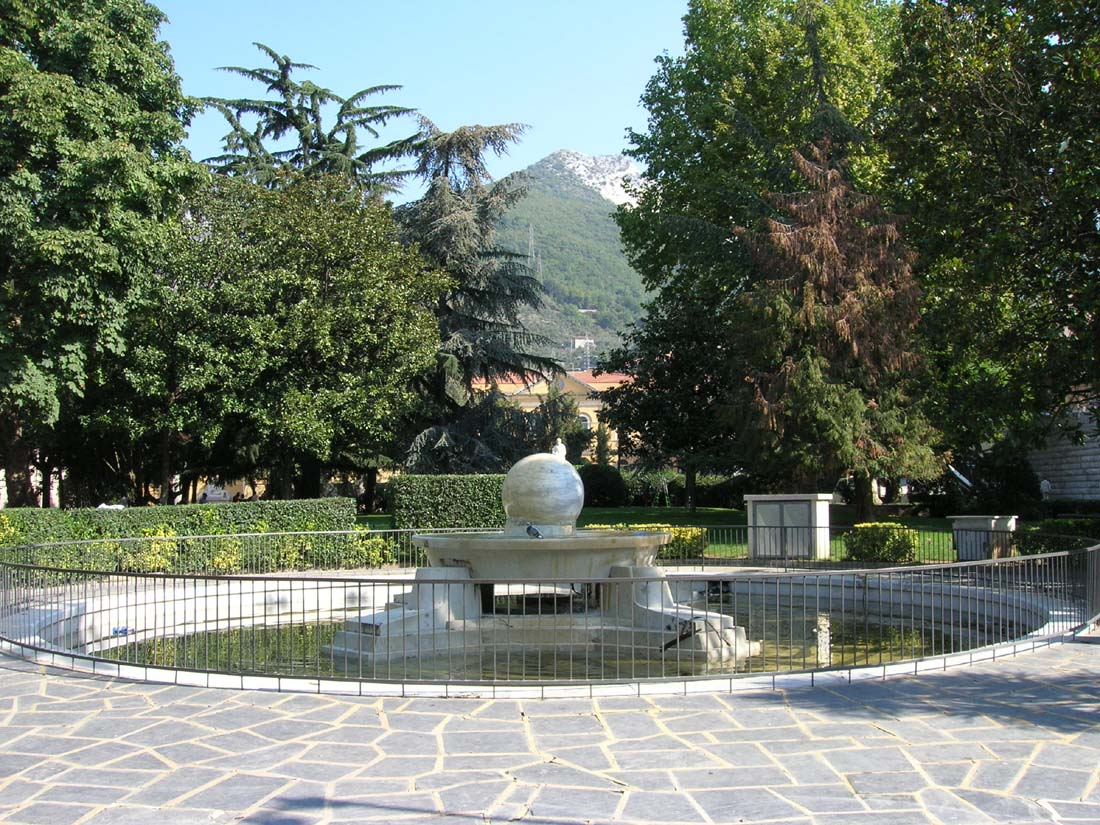
Piazza D'Armi, oggi Piazza Gramsci

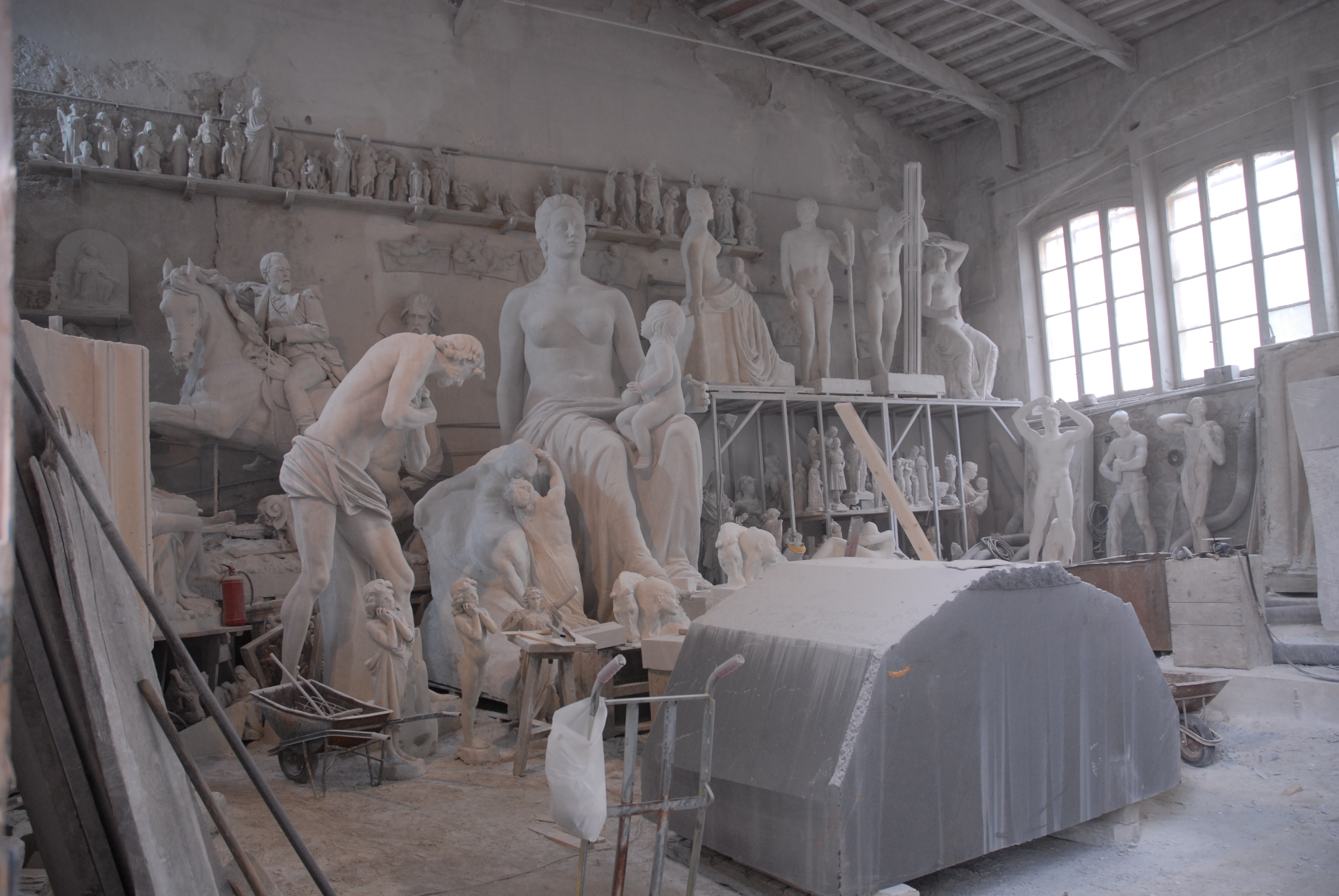
Uno dei tanti laboratori artistici del marmo

Dopo la caduta dell'Impero romano d'Occidente, varie popolazioni si succedettero sul territorio carrarese.
I primi ad arrivare furono i barbari Goti, che occuparono alcune località a monte facilmente difendibili e che si ritiene abbiano fondato i paesi di Codena, Bergiola e Gotara.
Nella prima metà del VI secolo i Bizantini di Giustiniano sconfissero i Goti e riconquistarono la regione, insediandosi di preferenza nelle zone pianeggianti (in questo periodo Luni tornò ad un nuovo splendore). 
La regione aveva per i Bizantini una grande importanza strategica e militare: si trovava sul limite settentrionale della Provincia Italica da loro controllata, era attraversata da due importanti strade (la via Aurelia verso Ventimiglia e la futura Via Francigena che conduceva oltre il Passo della Cisa. Inoltre, il porto di Luni garantiva un facile accesso via mare alle truppe di Bisanzio.
I Bizantini costruirono una serie di fortificazioni nell'alta Lunigiana per impedire l'accesso dei barbari; anche la zona di Carrara fu interessata da diverse opere militari difensive a scopo interno: la villa romana di Moneta fu riadattata come fortilizio, mentre altre fortificazioni furono costruite presso Castellaro, Castelpoggio, La Costaccia, Castrum Volpilionis, Castelbaito, Il Malpasso.
I Bizantini furono definitivamente sconfitti nel 642 dai Longobardi di Rotari che preferirono la valle di Carrara, maggiormente difendibile, al centro costiero di Luni. 
Luni, in quanto sede del vescovo, venne apertamente osteggiata dai Longobardi, che ne sminuirono l'importanza accorpandola al ducato di Lucca e favorendo sul piano religioso i monaci della vicina abbazia del Brugnato. Durante la dominazione Longobarda il potere della Chiesa nella cosa pubblica si ridusse fortemente.
Le classi nobili Longobarde si insediarono a Carrara, dove adesso si trova il quartiere del Cafaggio (da cafadium, zona riservata ai nobili), località che circondarono con il broilo (zona riservata allo svago e alla caccia); con questi insediamenti la città di Carrara iniziò a costituirsi come centro urbano: in questi anni conobbe una veloce espansione. 
Inoltre, da questi antichi nobili Longobardi discesero i ceppi delle famiglie degli Obertenghi e degli Adalberti.
I Longobardi acquisirono anche alcuni territori in pianura per destinarli all'agricoltura. Particolarmente significativa è la collocazione del loro cimitero, nella località lungo il fiume Carrione oggi chiamata Perticata (dall'usanza dei Longobardi di piantare delle lunghe pertiche sul luogo di sepoltura dei loro morti).
Quando, nel 773, i Longobardi vennero sconfitti da Carlo Magno, Carrara divenne un feudo dei vescovi di Luni. La valle di Carrara fu usata più volte dalla popolazione di Luni come rifugio dalle scorrerie dei pirati e dalle difficili condizioni della costa (che si stava velocemente impaludando ed era soggetta alla malaria). In particolare, sembra che la popolazione di Luni si trasferì per qualche anno a Carrara dopo il sacco della loro città ad opera dei Vichinghi di re Hasting dell'860. È possibile che il vescovo di Luni San Ceccardo, storico patrono di Carrara, fosse uno dei profughi rifugiatisi nella zona oppure che fosse stato ucciso da Hasting durante il saccheggio.
Tra il 945 e il 963 l'imperatore Ottone I di Sassonia confermò ufficialmente il possesso del feudo di Carrara (con Massa, Avenza e Moneta) ai vescovi conti di Luni. Ad ogni modo la situazione di Luni stava velocemente peggiorando e pare che già nel 998 il vescovo Gottifredo avesse trasferito parte del suo seguito a Carrara. Il trasferimento fu agevolato anche dalla rinuncia di alcuni nobili imperiali all'amministrazione dei territori del feudo di Carrara, aumentando così il potere e la legittimazione della Chiesa sul territorio.
A seguito dell'anno mille fu fondata la Chiesa di Sant'Andrea, che risalirebbe al 1035. Nel 1058 la città di Luni viene definitivamente abbandonata; i suoi abitanti si trasferirono quasi tutti a Sarzana; altri gruppi fondarono gli insediamenti di Ortonovo e di Nicola. Nonostante la perdita della loro città in questo periodo i vescovi di Luni vedono aumentare di molto il loro potere; l'esercizio della loro autorità sul feudo di Carrara incontrerà via via un'opposizione sempre più forte da parte della popolazione locale.
I primi ad opporsi ai vescovi furono tuttavia i feudatari locali, dopo il 1100. I vescovi alla fine ebbero la meglio; con la Pace di Lucca del 1124: il potere sul feudo di Carrara venne suddiviso tra i vescovi e i feudatari della Lunigiana loro alleata. Nel 1151 Carrara divenne ufficialmente la sede vescovile (lo stesso anno le chiese di S.Andrea e di Avenza sono date in amministrazione a Lucca).
Già nel 1187, però, i vescovi di Luni si trovarono impegnati in una difficile guerra contro i marchesi Malaspina, guerra che interessò tutta la Lunigiana e si protrasse per molti anni. Al termine del conflitto, nel 1202, il potere dei vescovi ne risultò in parte indebolito. Per questo motivo, nel 1207, il vescovato fu trasferito a Sarzana, in una località più centrale per gli interessi dei vescovi di Luni e più facilmente gestibile.
Lo spostamento dei vescovi nella città vicina fu occasione per la popolazione locale, essenzialmente ghibellina, per riprendere le lotte contro la Chiesa. La città infatti andava sempre più consolidando la sua struttura, espandendosi e riprendendo l'estrazione e il commercio del marmo, grazie soprattutto allo sviluppo delle città vicine, in primis Pisa e Firenze.
Dalle lotte popolari che ne seguirono risultarono vincitori i ghibellini, soprattutto grazie al fatto che la rivolta contro il potere dei vescovi stava assumendo un carattere generalizzato in varie località della zona. Come risultato la città riuscì a costituirsi in un Comune.
La forma organizzativa di Carrara è quella del Comune di Valle, in cui tutti gli insediamenti sparsi sul territorio erano considerati eguali, e ognuno di essi eleggeva i propri rappresentanti da inviare al Consiglio Comunale. Anche questa forma di organizzazione si inserisce nell'ottica di indebolimento del potere vescovile, che trova difficile controllare un'organizzazione così frammentata.
Nel 1215, Federico II tolse Carrara ai Vescovi e la affidò a Guglielmo Malaspina, che cominciò la costruzione della Rocca a difesa della città. La città si divise tra parte guelfa, ancora soggetta al vescovo (essenzialmente la zona di S.Andrea), e parte ghibellina, fedele al nuovo signore (quartieri di Cafaggio e Vezzala).
Nel maggio del 1217 il vescovo di Luni Marzucco si trovò costretto a fare concessioni al Comune di Carrara; le concessioni però non soddisfecero gli abitanti: nei tumulti che ne seguirono, che coinvolsero anche la città di Sarzana, il vescovo venne ucciso.
Dopo questo incidente, che forse segnò il punto più basso del potere vescovile, la curia di Luni andò lentamente ricostituendosi. La sua influenza aumentò progressivamente (nel 1219 la rivolta di Sarzana fu definitivamente sedata), e già nel 1229 il vescovo Guglielmo godeva di nuovo di indiscussa autorità.
Come risultato, nel 1230 tutta la zona tornò sotto il dominio dei vescovi di Luni. 
I Carraresi non gradirono questo ritorno, volendosi liberare della pesante autorità vescovile, così nel 1235, nella chiesa di San Pietro nel borgo di Avenza, furono regolamentati i rapporti tra il vescovo e il comune di Carrara. Nel 1260 questi statuti vennero poi rinnovati nella chiesa di S.Andrea; i nuovi statuti non si limitarono a regolamentare le relazioni politiche tra il comune di Carrara e i vescovi di Luni, ma entrarono anche nel merito della sfera economica. L'applicazione di questi nuovi statuti fu così disinvolta da parte degli abitanti di Carrara da attirare su di essi la scomunica da parte del vescovo (31 marzo 1261).
Nel frattempo l'estrazione del marmo continuò in maniera incessante, con esportazioni a Siena, Firenze, Pisa, Genova, Roma, Milano, tanto che Carrara divenne così famosa da muovere l'interesse di Dante, che soggiornò nel castello di Fosdinovo presso i Malaspina e citò la zona di Carrara nella sua Commedia.
Il potere dei vescovi finì definitivamente nel 1313 (vedi la Signoria di Carrara), quando Carrara passò sotto i fiorentini tramite i Pisani e poi sotto i lucchesi, che mandarono Castruccio Castracani a governare la città: Castruccio costruì la famosa fortezza di Avenza, di cui oggi sopravvive il torrione.
In seguito Carrara passò ai milanesi di Gian Galeazzo Visconti, e infine, nel 1473, tornò sotto il dominio dei Malaspina, che avevano sede a Fosdinovo.

## I Malaspina

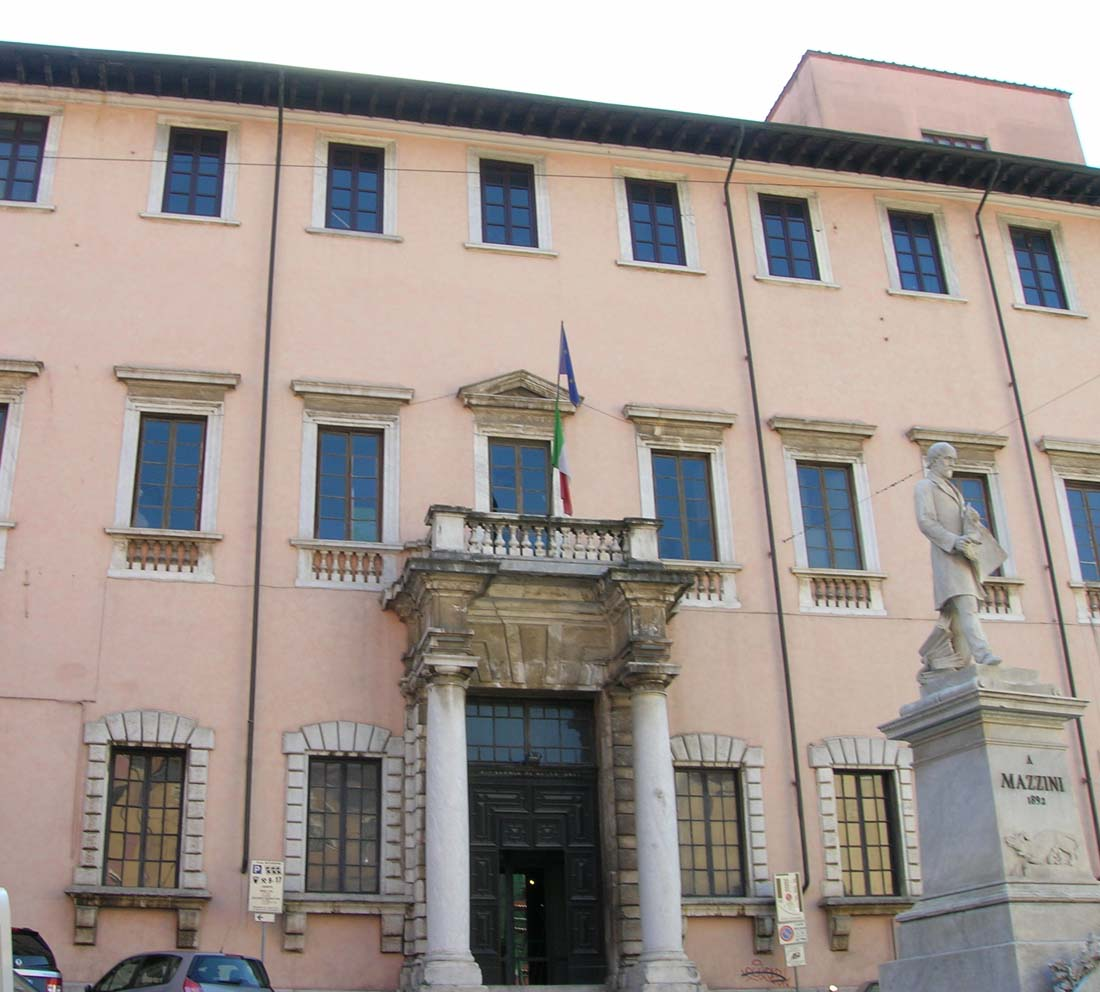
L'ingresso del nucleo cinquecentesco del Palazzo Cybo Malaspina, oggi sede dell'Accademia di Belle Arti, in Piazza Mazzini

Carrara diventò nel 1495 la sede dei Malaspina, che si trasferirono nella vicina Massa nella seconda metà del Cinquecento: questo perché Carrara era interessata da lotte che vedevano opposti i carraresi ai soldati francesi di Carlo V, che visitò la città nel 1541. 
Tuttavia le lotte finirono presto e nel 1554 fu fondato il ducato, di cui Carrara divenne capitale insieme a Massa: il governo della città fu preso da Alberico I Cybo-Malaspina, all'epoca ventiduenne. Sotto il dominio di Alberico I, Carrara ebbe un grande sviluppo sia economico che culturale. La città diventò meta dei maggiori artisti dell'epoca: tra gli altri, Michelangelo Buonarroti faceva visite frequenti a Carrara per scegliere il marmo destinato alle sue sculture. Anche lo sviluppo urbanistico conobbe un'importante accelerazione: furono erette nuove chiese, la città fu circondata da una più ampia cerchia di mura e fu creata l'attuale piazza Alberica, che divenne il centro economico e culturale della città insieme alla via Alberica, che collegava la piazza al palazzo dei Malaspina.
Il duca Alberico morì nel 1623 e fu succeduto da Carlo I (1623-1662), Alberico II (1662-1690), Carlo II (1690-1710), Alberico III (1710-1715), Alderano (1715-1731), per arrivare a Maria Teresa, che assume il governo del ducato nel 1731 e nel 1741 si sposa con Ercole III d'Este, erede del ducato di Modena.

### Dal Ducato di Modena all'Unità d'Italia
Con l'avvento di Maria Teresa, Carrara passa sotto il ducato di Modena. Fu fondata l'Accademia di Belle Arti (1769), che sorse a fianco del palazzo principesco, e nel 1751 iniziarono i lavori per la costruzione di un porto che avrebbe dovuto supportare l'estrazione del marmo, liberando Carrara dalla dipendenza dei porti delle città vicine. Negli ultimi anni del '700, Carrara cominciò a risentire degli echi giacobini, in particolare dopo la morte di Maria Teresa (1790): i francesi occupano Modena e i carraresi, volendo mantenere vivo il senso di autonomia che li ha sempre contraddistinti nella storia, diedero vita a una rivolta popolare contro le forze francesi. Carrara passò sotto Elisa Bonaparte Baciocchi, che intensificò l'estrazione e il commercio del marmo e cominciò le opere di bonifica del litorale.
Nel 1815, con la Restaurazione, Carrara tornò a essere un Principato autonomo, sotto la guida di Maria Beatrice d'Este: alla morte di quest'ultima, la città tornò sotto il Ducato di Modena, prima sotto Francesco IV (1829-1846), quindi sotto Francesco V (1846-1859). I moti rivoluzionari per l'indipendenza avevano fatto presa anche su Carrara, dove scoppiò una rivolta guidata da Domenico Cucchiari e dove si moltiplicarono le logge massoniche: la città ebbe per Mazzini un ruolo fondamentale per la sua azione, poiché a Carrara egli scelse molti dei suoi più diretti collaboratori, tra cui Felice Orsini, il futuro attentatore di Napoleone III.
Carrara entrò a far parte poi del regno d'Italia.

### Dall'Unità alla prima guerra mondiale
Al 1857 vi erano 317 cave di marmo attive e 105 opifici del marmo che impiegavano 3200 operai, nel contesto di un'Italia prevalentemente rurale, Carrara era presente un concreto nucleo di salariati, attirati dalla rapida industrializzazione delle cave che avevano quadruplicato la produzione in un ventennio.
Nel 1938 il comune di Carrara venne fuso con i comuni di Massa e Montignoso, formando il nuovo comune di Apuania.
Nel corso della Seconda guerra mondiale la città subi pesanti bombardamenti aerei da parte degli Alleati (tra cui quello avvenuto il 18 gennaio 1945, quando furono arrecati gravissimi danni al centro storico del comune toscano). La città venne poi liberata dalle truppe della 92ª divisione (5ª armata USA), l'11 aprile 1945.
Nel 1946 il comune di Apuania venne soppresso, e al suo posto furono ricostituiti i comuni preesistenti.